# بازار دست دوم فروشی

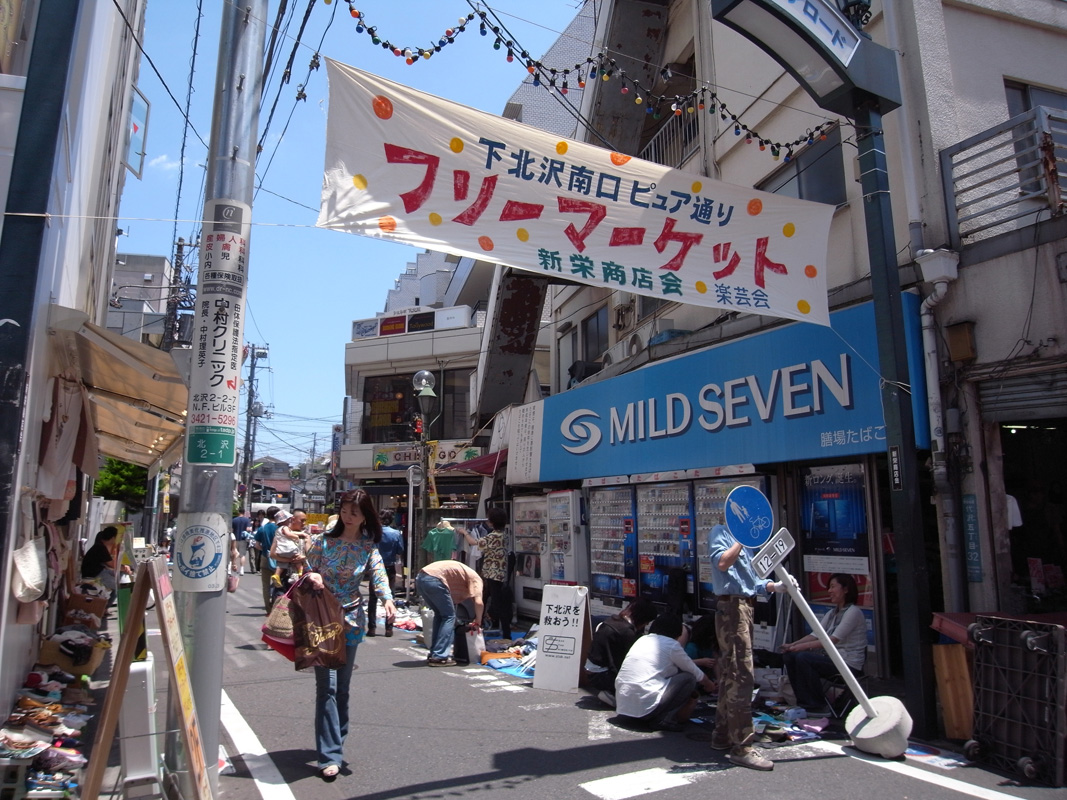
بازار دست دوم فروشی در شیموکیتازاوا در ژاپن

بازار دست دوم فروشی (انگلیسی: Flea market) ترجمه تحت‌الفظی بازار کک‌فروشی، نوعی بازار خیابانی است که فضایی را برای فروشندگان (وندور) برای فروش کالای دست دوم فراهم می‌کند. این نوع بازار اغلب فصلی است. با این حال، در سال‌های اخیر توسعه بازارهای «رسمی» صورت گرفته‌است که یک بازار به سبک ثابت (رسمی) را با اجاره‌های بلندمدت و یک بازار به سبک فصلی را با اجاره‌های کوتاه‌مدت تقسیم می‌کند.